# Forged From The Love of Liberty
Forged From the Love of Liberty (forjada por el amor a la libertad) es el Himno Nacional de Trinidad y Tobago. Originalmente fue compuesta como el himno nacional de la hoy desaparecida Federación de las Indias Occidentales, la canción fue adoptada por Trinidad y Tobago cuando este país se independizó en 1962.
Su autor fue Patrick Castagne, quien compuso tanto la música como la letra.

## Letra

### Original eninglés
Forged from the love of liberty
In the fires of hope and prayer
With boundless faith in our destiny
We solemnly declare:
Side by side we stand
Islands of the blue Caribbean sea,
This our native land
We pledge our lives to thee.
Here every creed and race finds an equal place,
And may God bless our nation
Here every creed and race finds an equal place,
And may God bless our nation.

### Traducción alespañol
Forjada por el amor a la libertad
En los fuegos de la Esperanza y las plegarias
Con Fe inconmensurable en nuestro destino
Declaramos solemnemente:
Nos paramos lado a lado
Islas del Azul Mar Caribe,
Esta nuestra tierra natal
Pedimos por nuestras vidas a ti
Aquí todo credo y raza encuentra igualdad,
Y que Dios bendiga a nuestra nación
Aquí todo credo y raza encuentra igualdad,
Y que Dios bendiga a nuestra nación
- Datos: Q849863